# Margaret Herrick
Margaret Florence Herrick, gebürtige Margaret Buck, in erster Ehe Margaret Gledhill (* 27. September 1902 in Spokane, Washington; † 21. Juni 1976 in Woodland Hills, Kalifornien) war eine US-amerikanische Bibliothekarin. Sie war von 1936 bis 1943 die erste Bibliothekarin der 1971 nach ihr benannten Margaret Herrick Library. Von 1945 bis 1971 wirkte Herrick als Executive Director der Academy of Motion Picture Arts and Sciences.
Herrick gilt auch als eine mögliche Namensgeberin für den Oscar.

## Leben
Margaret Florence Buck wurde 1902 in Spokane als einziges Kind des Anwalts Nathan Kimball Buck und dessen Frau Adda Myrtle Buck (gebürtige Morie) geboren. Sie studierte bis 1929 Bibliothekswesen an der University of Washington. Danach nahm sie eine Stelle als Bibliotheksleiterin der öffentlichen Bibliothek von Yakima an.
Kurz darauf zog sie mit ihrem Ehemann, dem Academy-Mitarbeiter Donald Gledhill, nach Los Angeles. Dort arbeitete sie inoffiziell für die Academy. Ihr Mann wurde 1934 Executive Secretary der Academy und Margaret Gledhill 1936 offiziell als Bibliothekarin der Academy für ein symbolisches Gehalt von einem Dollar pro Jahr angestellt. Sie begann schnell damit, die Bibliothek zu erweitern und zu strukturieren. Als ihr Mann 1943 zum Wehrdienst einberufen wurde, wurde Margaret Gledhill vom Board of Governors der Academy zunächst interimsweise zu seiner Nachfolgerin berufen. Die Ehe wurde kurz darauf geschieden. Als ihr Mann vom Wehrdienst zurückkehrte und seinen Posten wieder antreten wollte, wurde sie offiziell zum Executive Director der Academy berufen.
Nach verbreiteter Ansicht, insbesondere auch in den Annalen der Academy, war Herrick in der Vorkriegszeit Namensgeberin für den Oscar, da sie angeblich bei der ersten Betrachtung der offiziell Academy Award of Merit benamten Trophäe laut ausgerufen haben soll, diese ähnele ihrem „Onkel Oscar“, womit sie aber höchstwahrscheinlich ihren Cousin zweiten Grades Oscar Pierce meinte. Allerdings werden in diesem Zusammenhang abweichend auch andere „Taufpaten“ genannt, darunter der Filmkolumnist Sidney Skolsky (erste nachgewiesene journalistische Namensverwendung 1934) und die Schauspielerin Bette Davis, die immer wieder betont habe, dass die Statue sie an ihren ersten Mann Harmon Oscar Nelson Jr. (1907–1975) erinnere, später jedoch die These um Herrick stützte.
In zweiter Ehe war sie ab 1946 mit Philip A. Herrick verheiratet und behielt auch nach der Scheidung 1951 den Namen Margaret Herrick bei.
Ab Mitte der 1940er Jahre unterstützte Herrick das Projekt zur Rettung der Paper Print Collection und beauftragte später Kemp Niver mit der Entwicklung eines Restaurierungsverfahrens für die Paper Prints, wofür er bei der Oscarverleihung 1955 mit einem Ehrenoscar ausgezeichnet werden sollte.
1947 erhielt die Bibliothek maßgeblich durch ihre Initiative die William Selig papers, die erste größere Akzession der Bibliothek. Mit zahlreichen weiteren Erwerbungen baute Herrick die Bibliothek zu einem wichtigen Zentrum der filmwissenschaftlichen Forschung auf. 1953 verhandelte Herrick außerdem den ersten Vertrag über die Fernsehausstrahlung der Oscarverleihung des Jahres, womit sie der Academy bei der Organisation der Veranstaltungen eine stärkere Unabhängigkeit von den großen Filmstudios ermöglichte. Zwischen 1963 und 1968 besuchte Herrick zahlreiche internationale Filmakademien, Festivals, Studios, Universitäten und Filmhochschulen.
Als sich Herrick 1971 in den Ruhestand zurückzog, wurde die von ihr maßgeblich geprägte Bibliothek der Academy ihr zu Ehren Margaret Herrick Library benannt. Margaret Herrick starb am 21. Juni 1976 im Motion Picture Country House in Woodland Hills.